# 枢密院議長 (イギリス)
枢密院議長（すうみついんぎちょう、英: Lord President of the Council）は、国務大官（Great Officer of State）4位の官職である。イギリスの内閣の閣僚職の一つ。イギリス国王の諮問機関枢密院の事務局を所管する。

## 歴史
枢密院は15世紀初めごろに成立し、特にテューダー朝期以降に国政の中心機関となった国王諮問機関である。複数名の枢密顧問官によって構成される。
はじめて枢密院議長に就任したのは、確認できる限り1530年に就任した初代サフォーク公爵チャールズ・ブランドンである。
名誉革命後には議会政治・政党政治の発展に伴い、枢密院議長は政権交代によって交代する閣僚職の一つとなった。また近代以降にはその役割は縮小していき、枢密院副議長が所管していた教育委員会（Board of Education）が1899年に枢密院から独立すると役割をほとんど無くした。
当初は貴族院議員が就任するのが伝統だったが、1854年に庶民院議員だったジョン・ラッセル卿が首相の第4代アバディーン伯爵ジョージ・ハミルトン＝ゴードンに無理強いして枢密院議長に就任したことでその伝統が初めて崩れた。その後も貴族院議員が務めていることが多かったが、1930年代から庶民院議員が務めることも増えていき、現在は庶民院院内総務と兼務していることが多い。

## 大学のビジター
枢密院議長は以下の大学でビジター(英語版)を務める。
- バーミンガム大学
- ブリストル大学
- ハル大学
- インペリアル・カレッジ・ロンドン
- キール大学
- リーズ大学
- レスター大学
- リヴァプール大学
- ロンドン大学
- ノッティンガム大学
- レディング大学
- シェフィールド大学
- サウサンプトン大学
- サセックス大学
- ウェールズ大学

## 歴代枢密院議長

### 1702年以前
| 肖像 | 氏名 (生没年)                                                     | 期間                          |
| ---- | ----------------------------------------------------------------- | ----------------------------- |
|      | 初代サフォーク公爵 チャールズ・ブランドン (1484年頃–1545年)       | 1530年 -1545年8月14日         |
|      | 初代セント・ジョン男爵 ウィリアム・ポーレット (1485年頃–1572年)   | 1546年1月 -1550年2月          |
|      | 初代ノーサンバーランド公爵 ジョン・ダドリー (1504–1553)           | 1550年2月 -1553年7月          |
|      | 初代マンチェスター伯爵 ヘンリー・モンタギュー (1563頃–1642)       | 1621年9月 -1628年7月          |
|      | 初代マールバラ伯爵 ジェイムズ・リー (1552頃–1629)                 | 1628年7月 -1628年12月14日     |
|      | 初代コンウェイ子爵 エドワード・コンウェイ (1564–1631)             | 1628年12月14日 -1631年1月3日  |
|      | 初代シャフツベリ伯爵 アンソニー・アシュリー＝クーパー (1621–1683) | 1679年4月21日 -1679年10月15日 |
|      | 初代ラドナー伯爵 ジョン・ロバーツ (1606–1685)                     | 1679年10月24日 -1684年8月24日 |
|      | 初代ロチェスター伯爵 ローレンス・ハイド (1642–1711)               | 1684年8月24日 -1685年2月18日  |
|      | 初代ハリファックス侯爵 ジョージ・サヴィル (1633–1695)             | 1685年2月18日 -1685年12月4日  |
|      | 第2代サンダーランド伯爵 ロバート・スペンサー (1641–1702)          | 1685年12月4日 -1688年10月     |
|      | 初代プレストン子爵 リチャード・グラハム (1648–1695)               | 1688年10月 -1688年12月        |
|      | 初代リーズ公爵 トマス・オズボーン (1632–1712)                     | 1689年2月14日 -1699年5月18日  |
|      | 第8代ペンブルック伯爵 トマス・ハーバート (1656頃–1733)            | 1699年5月18日 -1702年1月29日  |
|      | 第6代サマセット公爵 チャールズ・シーモア (1662–1748)              | 1702年1月29日 -1702年7月13日  |

### 1702年以降
所属政党
| 肖像 | 肖像                                               | 名前 (生没年)                                                                              | 期間                           | 在任中の他の役職                                | 所属政党              | 内閣 (首相所属政党) | 内閣 (首相所属政党)                                |
| ---- | -------------------------------------------------- | ------------------------------------------------------------------------------------------ | ------------------------------ | ----------------------------------------------- | --------------------- | ------------------- | -------------------------------------------------- |
|      |                                                    | 第8代ペンブルック伯爵 トマス・ハーバート (1656頃–1733)                                     | 1702年7月13日 -1708年11月25日  |                                                 | 無所属                |                     | ゴドルフィン＝マールバラ内閣 (トーリー党)          |
|      |                                                    | 初代サマーズ男爵 ジョン・サマーズ (1651–1716)                                              | 1708年11月25日 -1710年9月21日  |                                                 | ホイッグ党            |                     | ゴドルフィン＝マールバラ内閣 (トーリー党)          |
|      |                                                    | 初代ロチェスター伯 ローレンス・ハイド (1642–1711)                                          | 1710年9月21日 -1711年6月13日   |                                                 | トーリー党            |                     | ハーレー内閣 (トーリー党)                          |
|      |                                                    | 初代バッキンガム＝ノーマンビー公爵 ジョン・シェフィールド (1648–1721)                      | 1711年6月13日 -1714年9月23日   |                                                 | 無所属                |                     | ハーレー内閣 (トーリー党)                          |
|      |                                                    | 第2代ノッティンガム伯爵 ダニエル・フィンチ (1647–1730)                                     | 1714年9月23日 -1716年7月6日    |                                                 | トーリー党            |                     | タウンゼンド子爵内閣 (ホイッグ党)                  |
|      |                                                    | 第2代デヴォンシャー公爵 ウィリアム・キャヴェンディッシュ (1672–1729)                       | 1716年7月6日 -1718年3月16日    |                                                 | ホイッグ党            |                     | タウンゼンド子爵内閣 (ホイッグ党)                  |
|      | 第1次スタンホープ＝サンダーランド内閣 (ホイッグ党) | 第2代デヴォンシャー公爵 ウィリアム・キャヴェンディッシュ (1672–1729)                       | 1716年7月6日 -1718年3月16日    |                                                 | ホイッグ党            |                     |                                                    |
|      |                                                    | 第3代サンダーランド伯爵 チャールズ・スペンサー (1675–1722)                                 | 1718年3月16日 -1719年2月6日    | 第一大蔵卿                                      | ホイッグ党            |                     | 第2次スタンホープ＝サンダーランド内閣 (ホイッグ党) |
|      |                                                    | 初代キングストン＝アポン＝ハル公爵 エヴリン・ピアポント (1655頃–1726)                      | 1719年2月6日 -1720年6月11日    |                                                 | ホイッグ党            |                     | 第2次スタンホープ＝サンダーランド内閣 (ホイッグ党) |
|      |                                                    | 第2代タウンゼンド子爵 チャールズ・タウンゼンド (1674–1738)                                 | 1720年6月11日 -1721年6月25日   | 北部担当国務大臣                                | ホイッグ党            |                     | 第2次スタンホープ＝サンダーランド内閣 (ホイッグ党) |
|      | ウォルポール＝タウンゼンド内閣 (ホイッグ党)        | 第2代タウンゼンド子爵 チャールズ・タウンゼンド (1674–1738)                                 | 1720年6月11日 -1721年6月25日   | 北部担当国務大臣                                | ホイッグ党            |                     |                                                    |
|      |                                                    | 初代カールトン男爵 ヘンリー・ボイル (1669–1725)                                            | 1721年6月25日 -1725年3月27日   |                                                 | ホイッグ党            |                     |                                                    |
|      |                                                    | 第2代デヴォンシャー公爵 ウィリアム・キャヴェンディッシュ (1672–1729)                       | 1725年3月27日 -1729年6月4日    |                                                 | ホイッグ党            |                     |                                                    |
|      |                                                    | 初代トレヴァー男爵 トマス・トレヴァー (1658–1730)                                          | 1730年5月8日 -1730年6月19日    |                                                 | トーリー党            |                     |                                                    |
|      |                                                    | 初代ウィルミントン伯爵 スペンサー・コンプトン (1673–1743)                                  | 1730年12月31日 -1742年2月13日  |                                                 | ホイッグ党            |                     | ウォルポール内閣 (ホイッグ党)                      |
|      |                                                    | 初代ハリントン伯爵 ウィリアム・スタンホープ (1683頃–1756)                                  | 1742年2月13日 -1745年1月3日    | 北部担当国務大臣                                | ホイッグ党            |                     | ウィルミントン伯内閣 (ホイッグ党)                  |
|      | ペラム内閣 (ホイッグ党)                            | 初代ハリントン伯爵 ウィリアム・スタンホープ (1683頃–1756)                                  | 1742年2月13日 -1745年1月3日    | 北部担当国務大臣                                | ホイッグ党            |                     |                                                    |
|      |                                                    | 初代ドーセット公爵 ライオネル・サックヴィル (1688–1765)                                    | 1745年1月3日 -1751年6月17日    | アイルランド総督                                | ホイッグ党            |                     |                                                    |
|      |                                                    | 第2代グランヴィル伯爵 ジョン・カートレット (1690–1763)                                     | 1751年6月17日 -1763年1月2日    |                                                 | ホイッグ党            |                     |                                                    |
|      | 第1次ニューカッスル公内閣 (ホイッグ党)             | 第2代グランヴィル伯爵 ジョン・カートレット (1690–1763)                                     | 1751年6月17日 -1763年1月2日    |                                                 | ホイッグ党            |                     |                                                    |
|      | デヴォンシャー公内閣 (ホイッグ党)                  | 第2代グランヴィル伯爵 ジョン・カートレット (1690–1763)                                     | 1751年6月17日 -1763年1月2日    |                                                 | ホイッグ党            |                     |                                                    |
|      | 第2次ニューカッスル公内閣 (ホイッグ党)             | 第2代グランヴィル伯爵 ジョン・カートレット (1690–1763)                                     | 1751年6月17日 -1763年1月2日    |                                                 | ホイッグ党            |                     |                                                    |
|      | ビュート伯内閣 (トーリー党)                        | 第2代グランヴィル伯爵 ジョン・カートレット (1690–1763)                                     | 1751年6月17日 -1763年1月2日    |                                                 | ホイッグ党            |                     |                                                    |
|      |                                                    | 第4代ベッドフォード公爵 ジョン・ラッセル (1710–1771)                                       | 1763年9月9日 -1765年7月12日    |                                                 | ホイッグ党            |                     | グレンヴィル内閣 (ホイッグ党)                      |
|      |                                                    | 第8代ウィンチルシー伯爵 ダニエル・フィンチ (1689–1769)                                     | 1765年7月12日 -1766年7月30日   |                                                 | ホイッグ党            |                     | 第1次ロッキンガム侯内閣 (ホイッグ党)               |
|      |                                                    | 初代ノーティントン伯爵 ロバート・ヘンリー (1708頃–1772)                                    | 1766年7月30日 -1767年12月22日  |                                                 | ホイッグ党            |                     | 大ピット内閣 (ホイッグ党)                          |
|      |                                                    | 第2代ゴア伯爵 グランヴィル・ルーソン＝ゴア (1721–1803)                                     | 1767年12月22日 -1779年11月24日 |                                                 | トーリー党            |                     | 大ピット内閣 (ホイッグ党)                          |
|      | グラフトン公内閣 (ホイッグ党)                      | 第2代ゴア伯爵 グランヴィル・ルーソン＝ゴア (1721–1803)                                     | 1767年12月22日 -1779年11月24日 |                                                 | トーリー党            |                     |                                                    |
|      | ノース卿内閣 (トーリー党)                          | 第2代ゴア伯爵 グランヴィル・ルーソン＝ゴア (1721–1803)                                     | 1767年12月22日 -1779年11月24日 |                                                 | トーリー党            |                     |                                                    |
|      |                                                    | 第2代バサースト伯爵 ヘンリー・バサースト (1714–1794)                                       | 1779年11月24日 -1782年3月27日  |                                                 | トーリー党            |                     |                                                    |
|      |                                                    | 初代カムデン男爵 チャールズ・プラット (1714–1794)                                          | 1782年3月27日 -1783年4月2日    |                                                 | ホイッグ党            |                     | 第2代ロッキンガム侯爵内閣 (ホイッグ党)             |
|      | シェルバーン伯内閣 (ホイッグ党)                    | 初代カムデン男爵 チャールズ・プラット (1714–1794)                                          | 1782年3月27日 -1783年4月2日    |                                                 | ホイッグ党            |                     |                                                    |
|      |                                                    | 第7代ストーモント子爵 デイヴィッド・マリー (1727–1796)                                     | 1783年4月2日 -1783年12月19日   |                                                 | トーリー党            |                     | 第1次ポートランド公内閣 (ホイッグ党)               |
|      |                                                    | 第2代ゴア伯爵 グランヴィル・ルーソン＝ゴア (1721–1803)                                     | 1783年12月19日 -1784年12月1日  |                                                 | トーリー党            |                     | 第1次小ピット内閣 (トーリー党)                     |
|      |                                                    | 初代カムデン伯爵 チャールズ・プラット (1714–1794)                                          | 1784年12月1日 -1794年4月18日   |                                                 | トーリー党            |                     | 第1次小ピット内閣 (トーリー党)                     |
|      |                                                    | 第4代フィッツウィリアム伯爵 ウィリアム・フィッツウィリアム (1748–1833)                     | 1794年7月1日 -1794年12月17日   |                                                 | ホイッグ党            |                     | 第1次小ピット内閣 (トーリー党)                     |
|      |                                                    | 第2代マンスフィールド伯爵 デイヴィッド・マリー (1727–1796)                                 | 1794年12月17日 -1796年9月1日   |                                                 | トーリー党            |                     | 第1次小ピット内閣 (トーリー党)                     |
|      |                                                    | 第2代チャタム伯爵 ジョン・ピット (1756–1835)                                               | 1796年9月21日 -1801年7月30日   | 王璽尚書                                        | 無所属                |                     | 第1次小ピット内閣 (トーリー党)                     |
|      | アディントン内閣 (トーリー党)                      | 第2代チャタム伯爵 ジョン・ピット (1756–1835)                                               | 1796年9月21日 -1801年7月30日   | 王璽尚書                                        | 無所属                |                     |                                                    |
|      |                                                    | 第3代ポートランド公爵 ウィリアム・キャヴェンディッシュ＝ベンティンク (1738–1809)           | 1801年7月30日 -1805年1月14日   |                                                 | トーリー党            |                     |                                                    |
|      | 第2次小ピット内閣 (トーリー党)                     | 第3代ポートランド公爵 ウィリアム・キャヴェンディッシュ＝ベンティンク (1738–1809)           | 1801年7月30日 -1805年1月14日   |                                                 | トーリー党            |                     |                                                    |
|      |                                                    | 初代シドマス子爵 ヘンリー・アディントン (1757–1844)                                        | 1805年1月14日 -1805年7月10日   |                                                 | トーリー党            |                     |                                                    |
|      |                                                    | 第2代カムデン伯爵 ジョン・プラット (1759–1840)                                             | 1805年7月10日 -1806年2月19日   |                                                 | トーリー党            |                     |                                                    |
|      |                                                    | 第4代フィッツウィリアム伯爵 ウィリアム・フィッツウィリアム (1748–1833)                     | 1806年2月19日 -1806年10月8日   |                                                 | ホイッグ党            |                     | グレンヴィル男爵内閣 (ホイッグ党)                  |
|      |                                                    | 初代シドマス子爵 ヘンリー・アディントン (1757–1844)                                        | 1806年10月8日 -1807年3月26日   |                                                 | トーリー党            |                     | グレンヴィル男爵内閣 (ホイッグ党)                  |
|      |                                                    | 第2代カムデン伯爵 ジョン・プラット (1759–1840)                                             | 1807年3月26日 -1812年4月8日    |                                                 | トーリー党            |                     | 第2次ポートランド公内閣 (トーリー党)               |
|      | パーシヴァル内閣 (トーリー党)                      | 第2代カムデン伯爵 ジョン・プラット (1759–1840)                                             | 1807年3月26日 -1812年4月8日    |                                                 | トーリー党            |                     |                                                    |
|      |                                                    | 初代シドマス子爵 ヘンリー・アディントン (1757–1844)                                        | 1812年4月8日 -1812年6月11日    |                                                 | トーリー党            |                     |                                                    |
|      |                                                    | 初代ハロービー伯爵 ダドリー・ライダー (1762–1847)                                          | 1812年6月11日 -1827年8月17日   |                                                 | トーリー党            |                     | リヴァプール伯内閣 (トーリー党)                    |
|      | カニング内閣 (トーリー党)                          | 初代ハロービー伯爵 ダドリー・ライダー (1762–1847)                                          | 1812年6月11日 -1827年8月17日   |                                                 | トーリー党            |                     |                                                    |
|      |                                                    | 第4代ポートランド公爵 ウィリアム・キャヴェンディッシュ＝スコット＝ベンティンク (1768–1854) | 1827年8月17日 -1828年1月28日   |                                                 | トーリー党            |                     | ゴドリッチ子爵内閣 (トーリー党)                    |
|      |                                                    | 第3代バサースト伯爵 ヘンリー・バサースト (1762–1834)                                       | 1828年1月28日 -1830年11月22日  |                                                 | トーリー党            |                     | 第1次ウェリントン公内閣 (トーリー党)               |
|      |                                                    | 第3代ランズダウン侯爵 ヘンリー・ペティ＝フィッツモーリス (1780–1863)                       | 1830年11月22日 -1834年11月15日 |                                                 | ホイッグ党            |                     | グレイ伯内閣 (ホイッグ党)                          |
|      | 第1次メルバーン子爵内閣 (ホイッグ党)               | 第3代ランズダウン侯爵 ヘンリー・ペティ＝フィッツモーリス (1780–1863)                       | 1830年11月22日 -1834年11月15日 |                                                 | ホイッグ党            |                     |                                                    |
|      |                                                    | 第2代ロスリン伯爵 ジェイムズ・セント・クレア＝アースキン (1762–1837)                       | 1834年12月15日 -1835年4月18日  |                                                 | 保守党                |                     | ピール内閣 (保守党)                                |
|      |                                                    | 第3代ランズダウン侯爵 ヘンリー・ペティ＝フィッツモーリス (1780–1863)                       | 1835年4月18日 -1841年9月3日    |                                                 | ホイッグ党            |                     | 第2次メルバーン子爵内閣 (ホイッグ党)               |
|      |                                                    | 初代ウォーンクリフ男爵 ジェームズ・ステュアート＝ウォートリー (1776–1845)                  | 1841年9月3日 -1845年12月19日   |                                                 | 保守党                |                     | 第2次ピール内閣 (保守党)                           |
|      |                                                    | 第5代バクルー公爵 ウォルター・モンタギュー・ダグラス・スコット (1806–1884)                 | 1846年1月21日 -1846年7月6日    |                                                 | 保守党                |                     | 第2次ピール内閣 (保守党)                           |
|      |                                                    | 第3代ランズダウン侯爵 ヘンリー・ペティ＝フィッツモーリス (1780–1863)                       | 1846年7月6日 -1852年2月27日    | 貴族院院内総務                                  | ホイッグ党            |                     | 第1次ラッセル内閣 (ホイッグ党)                     |
|      |                                                    | 第2代ロンズデール伯爵 ウィリアム・ローザー (1787–1872)                                     | 1852年2月27日 -1852年12月28日  |                                                 | 保守党                |                     | 第1次ダービー伯内閣 (保守党)                       |
|      |                                                    | 第2代グランヴィル伯爵 グランヴィル・ルーソン＝ゴア (1815–1891)                             | 1852年12月28日 -1854年6月12日  |                                                 | ホイッグ党            |                     | アバディーン伯内閣 (ピール派)                      |
|      |                                                    | ジョン・ラッセル卿 (1792–1878)                                                             | 1854年6月12日 -1855年2月8日    | 庶民院院内総務                                  | ホイッグ党            |                     | アバディーン伯内閣 (ピール派)                      |
|      |                                                    | 第2代グランヴィル伯爵 グランヴィル・ルーソン＝ゴア (1815–1891)                             | 1855年2月8日 -1858年2月26日    | 貴族院院内総務                                  | ホイッグ党            |                     | 第1次パーマストン子爵内閣 (ホイッグ党)             |
|      |                                                    | 第2代ソールズベリー侯爵 ジェイムズ・ガスコイン＝セシル (1791–1868)                         | 1858年2月26日 -1859年6月18日   |                                                 | 保守党                |                     | 第2次ダービー伯内閣 (保守党)                       |
|      |                                                    | 第2代グランヴィル伯爵 グランヴィル・ルーソン＝ゴア (1815–1891)                             | 1859年6月18日 -1866年7月6日    | 貴族院院内総務                                  | 自由党                |                     | 第2次パーマストン子爵内閣 (自由党)                 |
|      | 第2次ラッセル伯内閣 (自由党)                       | 第2代グランヴィル伯爵 グランヴィル・ルーソン＝ゴア (1815–1891)                             | 1859年6月18日 -1866年7月6日    | 貴族院院内総務                                  | 自由党                |                     |                                                    |
|      |                                                    | 第3代バッキンガム＝シャンドス公爵 リチャード・テンプル＝グレンヴィル (1823–1889)           | 1866年7月6日 -1867年3月8日     |                                                 | 保守党                |                     | 第3次ダービー伯内閣 (保守党)                       |
|      |                                                    | 第7代マールバラ公爵 ジョン・スペンサー＝チャーチル (1822–1883)                             | 1867年3月8日 -1868年12月9日    |                                                 | 保守党                |                     | 第3次ダービー伯内閣 (保守党)                       |
|      | 第1次ディズレーリ内閣 (保守党)                     | 第7代マールバラ公爵 ジョン・スペンサー＝チャーチル (1822–1883)                             | 1867年3月8日 -1868年12月9日    |                                                 | 保守党                |                     |                                                    |
|      |                                                    | 初代リポン侯爵 ジョージ・ロビンソン (1827–1909)                                            | 1868年12月9日 -1873年8月9日    |                                                 | 自由党                |                     | 第1次グラッドストン内閣 (自由党)                   |
|      |                                                    | 初代アバーデア男爵 ヘンリー・ブルース (1815–1895)                                          | 1873年8月9日 -1874年2月21日    |                                                 | 自由党                |                     | 第1次グラッドストン内閣 (自由党)                   |
|      |                                                    | 第6代リッチモンド公爵 チャールズ・ゴードン＝レノックス (1818–1903)                         | 1874年2月21日 -1880年4月28日   | 貴族院院内総務                                  | 保守党                |                     | 第2次ディズレーリ内閣 (保守党)                     |
|      |                                                    | 第5代スペンサー伯爵 ジョン・スペンサー (1835–1910)                                         | 1880年4月28日 -1883年3月19日   | アイルランド総督                                | 自由党                |                     | 第2次グラッドストン内閣 (自由党)                   |
|      |                                                    | 初代カーリングフォード男爵 チチェスター・パーキンソン＝フォーテスキュー (1823–1898)        | 1883年3月19日 -1885年6月24日   | 王璽尚書                                        | 自由党                |                     | 第2次グラッドストン内閣 (自由党)                   |
|      |                                                    | 初代クランブルック子爵 ゲイソン・ゲイソン＝ハーディ (1814–1906)                            | 1885年6月24日 -1886年2月6日    | 陸軍大臣                                        | 保守党                |                     | 第1次ソールズベリー侯内閣 (保守党)                 |
|      |                                                    | 第5代スペンサー伯爵 ジョン・スペンサー (1835–1910)                                         | 1886年2月6日 -1886年8月3日     |                                                 | 自由党                |                     | 第3次グラッドストン内閣 (自由党)                   |
|      |                                                    | 初代クランブルック子爵 ゲイソン・ゲイソン＝ハーディ (1814–1906)                            | 1886年8月3日 -1892年8月18日    |                                                 | 保守党                |                     | 第2次ソールズベリー侯内閣 (保守党)                 |
|      |                                                    | 初代キンバリー伯爵 ジョン・ウッドハウス (1826–1902)                                        | 1892年8月18日 -1894年3月10日   | インド大臣                                      | 自由党                |                     | 第4次グラッドストン内閣 (自由党)                   |
|      |                                                    | 第5代ローズベリー伯爵 アーチボルド・プリムローズ (1847–1929)                               | 1894年3月10日 -1895年6月29日   | 首相 第一大蔵卿 貴族院院内総務                  | 自由党                |                     | ローズベリー伯内閣 (自由党)                        |
|      |                                                    | 第8代デヴォンシャー公爵 スペンサー・キャヴェンディッシュ (1833–1908)                       | 1895年6月29日 -1903年10月19日  | 教育委員長 貴族院院内総務                       | 自由統一党            |                     | 第3次ソールズベリー侯内閣 (保守党)                 |
|      | バルフォア内閣 (保守党)                            | 第8代デヴォンシャー公爵 スペンサー・キャヴェンディッシュ (1833–1908)                       | 1895年6月29日 -1903年10月19日  | 教育委員長 貴族院院内総務                       | 自由統一党            |                     |                                                    |
|      |                                                    | 第6代ロンドンデリー侯爵 チャールズ・ヴェーン＝テンペスト＝ステュアート (1852–1915)         | 1903年10月19日 -1905年12月11日 | 教育委員長                                      | 保守党                |                     |                                                    |
|      |                                                    | 初代クルー伯爵 ロバート・クルー＝ミルンズ (1858–1945)                                      | 1905年12月11日 -1908年4月16日  |                                                 | 自由党                |                     | キャンベル＝バナマン内閣                           |
|      |                                                    | 第2代トウィードマス男爵 エドワード・マージョリバンクス (1849–1909)                         | 1908年4月16日 -1908年10月19日  |                                                 | 自由党                |                     | アスキス内閣 (自由党)                              |
|      |                                                    | 初代ウルヴァーハンプトン子爵 ヘンリー・ファウラー (1830–1911)                              | 1908年10月19日 -1910年6月21日  |                                                 | 自由党                |                     | アスキス内閣 (自由党)                              |
|      |                                                    | 第7代ビーチャム伯爵 ウィリアム・ライゴン (1872–1938)                                       | 1910年6月21日 -1910年11月7日   |                                                 | 自由党                |                     | アスキス内閣 (自由党)                              |
|      |                                                    | ブラックバーンの初代モーリー男爵 ジョン・モーリー (1838–1923)                              | 1910年11月7日 -1914年8月5日    | インド大臣                                      | 自由党                |                     | アスキス内閣 (自由党)                              |
|      |                                                    | 第7代ビーチャム伯爵 ウィリアム・ライゴン (1872–1938)                                       | 1914年8月5日 -1915年5月25日    |                                                 | 自由党                |                     | アスキス内閣 (自由党)                              |
|      |                                                    | 初代クルー侯爵 ロバート・クルー＝ミルンズ (1858–1945)                                      | 1915年5月25日 -1916年12月10日  |                                                 | 自由党                |                     | アスキス挙国一致内閣 (自由党)                      |
|      |                                                    | ケドルストンの初代カーゾン侯爵 ジョージ・カーゾン (1859–1925)                              | 1916年12月10日 -1919年10月23日 | 貴族院院内総務                                  | 保守党                |                     | ロイド・ジョージ挙国一致内閣 (自由党)              |
|      |                                                    | 初代バルフォア伯爵 アーサー・バルフォア (1848–1930)                                        | 1919年10月23日 -1922年10月19日 |                                                 | 保守党                |                     | ロイド・ジョージ挙国一致内閣 (自由党)              |
|      |                                                    | 第4代ソールズベリー侯爵 ジェイムズ・ガスコイン＝セシル (1861–1947)                         | 1922年10月24日 -1924年1月22日  | ランカスター公領大臣                            | 保守党                |                     | ロー内閣 (保守党)                                  |
|      | 第1次ボールドウィン内閣 (保守党)                   | 第4代ソールズベリー侯爵 ジェイムズ・ガスコイン＝セシル (1861–1947)                         | 1922年10月24日 -1924年1月22日  | ランカスター公領大臣                            | 保守党                |                     |                                                    |
|      |                                                    | 初代パーモア男爵 チャールズ・クリップス (1852–1941)                                        | 1924年1月22日 -1924年11月3日   |                                                 | 労働党                |                     | 第1次マクドナルド内閣 (労働党)                     |
|      |                                                    | ケドルストンの初代カーゾン侯爵 ジョージ・カーゾン (1859–1925)                              | 1924年11月6日 -1925年4月27日   | 貴族院院内総務                                  | 保守党                |                     | 第2次ボールドウィン内閣 (保守党)                   |
|      |                                                    | 初代バルフォア伯爵 アーサー・バルフォア (1848–1930)                                        | 1925年4月27日 -1929年6月4日    |                                                 | 保守党                |                     | 第2次ボールドウィン内閣 (保守党)                   |
|      |                                                    | 初代パーモア男爵 チャールズ・クリップス (1852–1941)                                        | 1929年6月7日 -1931年8月24日    | 貴族院院内総務                                  | 労働党                |                     | 第2次マクドナルド内閣 (労働党)                     |
|      |                                                    | スタンリー・ボールドウィン (1867–1947)                                                     | 1931年8月25日 -1935年6月7日    | 王璽尚書                                        | 保守党                |                     | マクドナルド挙国一致内閣 (挙国派労働機構)          |
|      |                                                    | ラムゼイ・マクドナルド (1866–1937)                                                         | 1935年6月7日 -1937年5月28日    |                                                 | 挙国派労働機構        |                     | 第3次ボールドウィン内閣 (保守党)                   |
|      |                                                    | 第3代ハリファックス子爵 エドワード・ウッド (1881–1959)                                     | 1937年5月28日 -1938年3月9日    | 貴族院院内総務 外務大臣                         | 保守党                |                     | チェンバレン内閣 (保守党)                          |
|      |                                                    | 初代ヘイルシャム子爵 ダグラス・ホッグ (1872–1950)                                          | 1938年3月9日 -1938年10月31日   |                                                 | 保守党                |                     | チェンバレン内閣 (保守党)                          |
|      |                                                    | ドックスフォードの初代ランシマン子爵 ウォルター・ランシマン (1870–1949)                    | 1938年10月31日 -1939年9月3日   |                                                 | 挙国派自由党          |                     | チェンバレン内閣 (保守党)                          |
|      |                                                    | 第7代スタンホープ伯爵 ジェイムズ・スタンホープ (1880–1967)                                 | 1939年9月3日 -1940年5月11日    | 貴族院院内総務                                  | 保守党                |                     | チェンバレン戦時内閣 (保守党)                      |
|      |                                                    | ネヴィル・チェンバレン (1869–1940)                                                         | 1940年5月11日 -1940年10月3日   |                                                 | 保守党                |                     | チャーチル戦時内閣 (保守党)                        |
|      |                                                    | ジョン・アンダーソン (1882–1958)                                                           | 1940年10月3日 -1943年9月24日   |                                                 | 無所属 (挙国一致政府) |                     | チャーチル戦時内閣 (保守党)                        |
|      |                                                    | クレメント・アトリー (1883–1967)                                                           | 1943年9月24日 -1945年5月23日   | 副首相                                          | 労働党                |                     | チャーチル戦時内閣 (保守党)                        |
|      |                                                    | 初代ウールトン男爵 フレデリック・マーキス (1883–1964)                                      | 1945年5月25日 -1945年7月26日   |                                                 | 無所属 (挙国一致政府) |                     | チャーチル暫定内閣 (保守党)                        |
|      |                                                    | ハーバート・モリソン (1888–1965)                                                           | 1945年7月27日 -1951年3月9日    | 庶民院院内総務                                  | 労働党                |                     | アトリー内閣 (労働党)                              |
|      |                                                    | 初代アディソン子爵 クリストファー・アディソン (1869–1951)                                  | 1951年3月9日 -1951年10月26日   | 貴族院院内総務                                  | 労働党                |                     | アトリー内閣 (労働党)                              |
|      |                                                    | 初代ウールトン男爵 フレデリック・マーキス (1883–1964)                                      | 1951年10月28日 -1952年11月25日 |                                                 | 保守党                |                     | 第3次チャーチル内閣 (保守党)                       |
|      |                                                    | 第5代ソールズベリー侯爵 ロバート・ガスコイン＝セシル (1893–1972)                           | 1952年11月25日 -1957年3月29日  | 貴族院院内総務                                  | 保守党                |                     | 第3次チャーチル内閣 (保守党)                       |
|      | イーデン内閣 (保守党)                              | 第5代ソールズベリー侯爵 ロバート・ガスコイン＝セシル (1893–1972)                           | 1952年11月25日 -1957年3月29日  | 貴族院院内総務                                  | 保守党                |                     |                                                    |
|      | 第1次-第2次マクミラン内閣 (保守党)                 | 第5代ソールズベリー侯爵 ロバート・ガスコイン＝セシル (1893–1972)                           | 1952年11月25日 -1957年3月29日  | 貴族院院内総務                                  | 保守党                |                     |                                                    |
|      |                                                    | 第14代ヒューム伯爵 アレック・ダグラス＝ヒューム (1903–1995)                                | 1957年3月29日 -1957年9月17日   | 貴族院院内総務                                  | 保守党                |                     |                                                    |
|      |                                                    | 第2代ヘイルシャム子爵 クィンティン・ホッグ (1907–2001)                                     | 1957年9月17日 -1959年10月14日  |                                                 | 保守党                |                     |                                                    |
|      |                                                    | 第14代ヒューム伯爵 アレック・ダグラス＝ヒューム (1903–1995)                                | 1959年10月14日 -1960年7月27日  | 貴族院院内総務                                  | 保守党                |                     |                                                    |
|      |                                                    | 第2代ヘイルシャム子爵 クィンティン・ホッグ (1907–2001)                                     | 1960年7月27日 -1964年10月16日  | 貴族院院内総務 科学大臣 文部科学大臣            | 保守党                |                     |                                                    |
|      | ダグラス＝ヒューム伯内閣 (保守党)                  | 第2代ヘイルシャム子爵 クィンティン・ホッグ (1907–2001)                                     | 1960年7月27日 -1964年10月16日  | 貴族院院内総務 科学大臣 文部科学大臣            | 保守党                |                     |                                                    |
|      |                                                    | ハーバート・ボーデン (1905–1994)                                                           | 1964年10月16日 -1966年8月11日  | 庶民院院内総務                                  | 労働党                |                     | ウィルソン内閣 (労働党)                            |
|      |                                                    | リチャード・クロスマン (1907–1974)                                                         | 1966年8月11日 -1968年10月18日  | 庶民院院内総務                                  | 労働党                |                     | ウィルソン内閣 (労働党)                            |
|      |                                                    | フレッド・ピート (1914–1988)                                                               | 1968年10月18日 -1970年6月19日  | 庶民院院内総務                                  | 労働党                |                     | ウィルソン内閣 (労働党)                            |
|      |                                                    | ウィリアム・ホワイトロー (1918–1999)                                                       | 1970年6月20日 -1972年4月7日    | 庶民院院内総務                                  | 保守党                |                     | ヒース内閣 (保守党)                                |
|      |                                                    | ロバート・カー (1916–2012)                                                                 | 1972年4月7日 -1972年11月5日    | 庶民院院内総務                                  | 保守党                |                     | ヒース内閣 (保守党)                                |
|      |                                                    | ジム・プライア (1927–2016)                                                                 | 1972年11月5日 -1974年3月4日    | 庶民院院内総務                                  | 保守党                |                     | ヒース内閣 (保守党)                                |
|      |                                                    | エドワード・ショート (1912–2012)                                                           | 1974年3月5日 -1976年4月8日     | 庶民院院内総務                                  | 労働党                |                     | 第3次-第4次ウィルソン内閣 (労働党)                 |
|      |                                                    | マイケル・フット (1913–2010)                                                               | 1976年4月8日 -1979年5月4日     | 庶民院院内総務                                  | 労働党                |                     | キャラハン内閣 (労働党)                            |
|      |                                                    | ソームズ男爵 クリストファー・ソームズ (1920–1987)                                          | 1979年5月5日 -1981年9月14日    | 貴族院院内総務                                  | 保守党                |                     | 第1次サッチャー内閣 (保守党)                       |
|      |                                                    | フランシス・ピム (1922–2008)                                                               | 1981年9月14日 -1982年4月7日    | 庶民院院内総務                                  | 保守党                |                     | 第1次サッチャー内閣 (保守党)                       |
|      |                                                    | ジョン・ビッフェン (1930–2007)                                                             | 1982年4月7日 -1983年6月11日    | 庶民院院内総務                                  | 保守党                |                     | 第1次サッチャー内閣 (保守党)                       |
|      |                                                    | 初代ホワイトロー子爵 ウィリアム・ホワイトロー (1918–1999)                                  | 1983年6月11日 -1988年1月10日   | 副首相 貴族院院内総務                           | 保守党                |                     | 第2次サッチャー内閣 (保守党)                       |
|      | 第3次サッチャー内閣 (保守党)                       | 初代ホワイトロー子爵 ウィリアム・ホワイトロー (1918–1999)                                  | 1983年6月11日 -1988年1月10日   | 副首相 貴族院院内総務                           | 保守党                |                     |                                                    |
|      |                                                    | ジョン・ウェイカム (1932-)                                                                 | 1988年1月10日 -1989年7月24日   | 庶民院院内総務                                  | 保守党                |                     |                                                    |
|      |                                                    | ジェフリー・ハウ (1926–2015)                                                               | 1989年7月24日 -1990年11月1日   | 副首相 庶民院院内総務                           | 保守党                |                     |                                                    |
|      |                                                    | ジョン・マクレガー (1937-)                                                                 | 1990年11月2日 -1992年4月10日   | 庶民院院内総務                                  | 保守党                |                     |                                                    |
|      | 第1次メージャー内閣 (保守党)                       | ジョン・マクレガー (1937-)                                                                 | 1990年11月2日 -1992年4月10日   | 庶民院院内総務                                  | 保守党                |                     |                                                    |
|      |                                                    | トニー・ニュートン (1937–2012)                                                             | 1992年4月10日 -1997年5月2日    | 庶民院院内総務                                  | 保守党                |                     | 第2次メージャー内閣 (保守党)                       |
|      |                                                    | アン・タイラー (1947-)                                                                     | 1997年5月3日 -1998年7月27日    | 庶民院院内総務                                  | 労働党                |                     | 第1次-第3次ブレア内閣 (労働党)                     |
|      |                                                    | マーガレット・ベケット (1943-)                                                             | 1998年7月27日 -2001年6月8日    | 庶民院院内総務                                  | 労働党                |                     | 第1次-第3次ブレア内閣 (労働党)                     |
|      |                                                    | ロビン・クック (1946–2005)                                                                 | 2001年6月8日 -2003年3月18日    | 庶民院院内総務                                  | 労働党                |                     | 第1次-第3次ブレア内閣 (労働党)                     |
|      |                                                    | ジョン・リード (1947-)                                                                     | 2003年4月4日 -2003年6月13日    | 庶民院院内総務                                  | 労働党                |                     | 第1次-第3次ブレア内閣 (労働党)                     |
|      |                                                    | モスティンのウィリアムズ男爵 ガレス・ウィリアムズ (1941–2003)                              | 2003年6月13日 -2003年9月20日   | 貴族院院内総務                                  | 労働党                |                     | 第1次-第3次ブレア内閣 (労働党)                     |
|      |                                                    | アモス女男爵 ヴァレリー・アモス (1954-)                                                    | 2003年10月6日 -2007年6月27日   | 貴族院院内総務                                  | 労働党                |                     | 第1次-第3次ブレア内閣 (労働党)                     |
|      |                                                    | アップホーランドのアシュトン女男爵 キャサリン・アシュトン (1956-)                          | 2007年6月28日 -2008年10月3日   | 貴族院院内総務                                  | 労働党                |                     | ブラウン内閣 (労働党)                              |
|      |                                                    | ブレスドンのロイオール女男爵 ジャネット・ロイオール (1955-)                                | 2008年10月3日 -2009年6月5日    | 貴族院院内総務                                  | 労働党                |                     | ブラウン内閣 (労働党)                              |
|      |                                                    | マンデルソン男爵 ピーター・マンデルソン (1953-)                                            | 2009年6月5日 -2010年5月11日    | 筆頭国務大臣 ビジネス・イノベーション・技能大臣 | 労働党                |                     | ブラウン内閣 (労働党)                              |
|      |                                                    | ニック・クレッグ (1967-)                                                                   | 2010年5月11日 -2015年5月8日    | 副首相                                          | 自由民主党            |                     | 第1次キャメロン内閣 (保守党)                       |
|      |                                                    | クリス・グレイリング (1962-)                                                               | 2015年5月9日 -2016年7月14日    | 庶民院院内総務                                  | 保守党                |                     | 第2次キャメロン内閣 (保守党)                       |
|      |                                                    | デイヴィッド・リディントン (1956-)                                                         | 2016年7月14日 -2017年6月11日   | 庶民院院内総務                                  | 保守党                |                     | 第1次メイ内閣 (保守党)                             |
|      |                                                    | アンドレア・レッドサム (1963-)                                                             | 2017年6月11日 -2019年5月22日   | 庶民院院内総務                                  | 保守党                |                     | 第2次メイ内閣 (保守党)                             |
|      |                                                    | メル・ストライド (1961-)                                                                   | 2019年5月23日 -2019年7月24日   | 庶民院院内総務                                  | 保守党                |                     | 第2次メイ内閣 (保守党)                             |
|      |                                                    | ジェイコブ・リース＝モグ (1961-)                                                           | 2019年7月24日 -2022年2月8日    | 庶民院院内総務                                  | 保守党                |                     | ジョンソン内閣 (保守党)                            |
|      |                                                    | マーク・スペンサー (1970-)                                                                 | 2022年2月8日 -2022年9月6日     | 庶民院院内総務                                  | 保守党                |                     | ジョンソン内閣 (保守党)                            |
|      |                                                    | ペニー・モーダント (1973-)                                                                 | 2022年9月6日 -2024年7月5日     | 庶民院院内総務                                  | 保守党                |                     | トラス内閣 (保守党)                                |
|      | スナク内閣 (保守党)                                | ペニー・モーダント (1973-)                                                                 | 2022年9月6日 -2024年7月5日     | 庶民院院内総務                                  | 保守党                |                     |                                                    |
|      |                                                    | ルーシー・パウエル (1974-)                                                                 | 2024年7月5日 -現在             | 庶民院院内総務                                  | 労働党                |                     | スターマー内閣 (労働党)                            |